# Anton Tus
Anton Tus, hrvaški general, * 22. november 1931, † 4. september 2023.
Med letoma 1985 in 1991 je bil poveljnik Jugoslovanskega vojnega letalstva, v letih 1991 in 1992 je bil načelnik Generalštaba Oboroženih sil Republike Hrvaške in med letoma 2001 in 2005 je bil hrvaški veleposlanik pri Natu.